# 奚眷
奚眷（?—?），代人。
元嘉十八年北魏世祖拓跋燾遣鎮南將軍奚眷出擊酒泉，俘獲沮渠天周、臧嗟、屈德，以及男女四千餘人。太平真君五年（444年）因在攻打柔然时没能按时到达，與中山王拓跋辰、內都座大官薛辩等八位將領，“坐擊柔然後期，斬於都南”。

## 延伸阅读
[在维基数据编辑]
 《魏書/卷30》，出自魏收《魏书》
 《北史·卷020》，出自李延壽《北史》